# E-Werk Freiburg

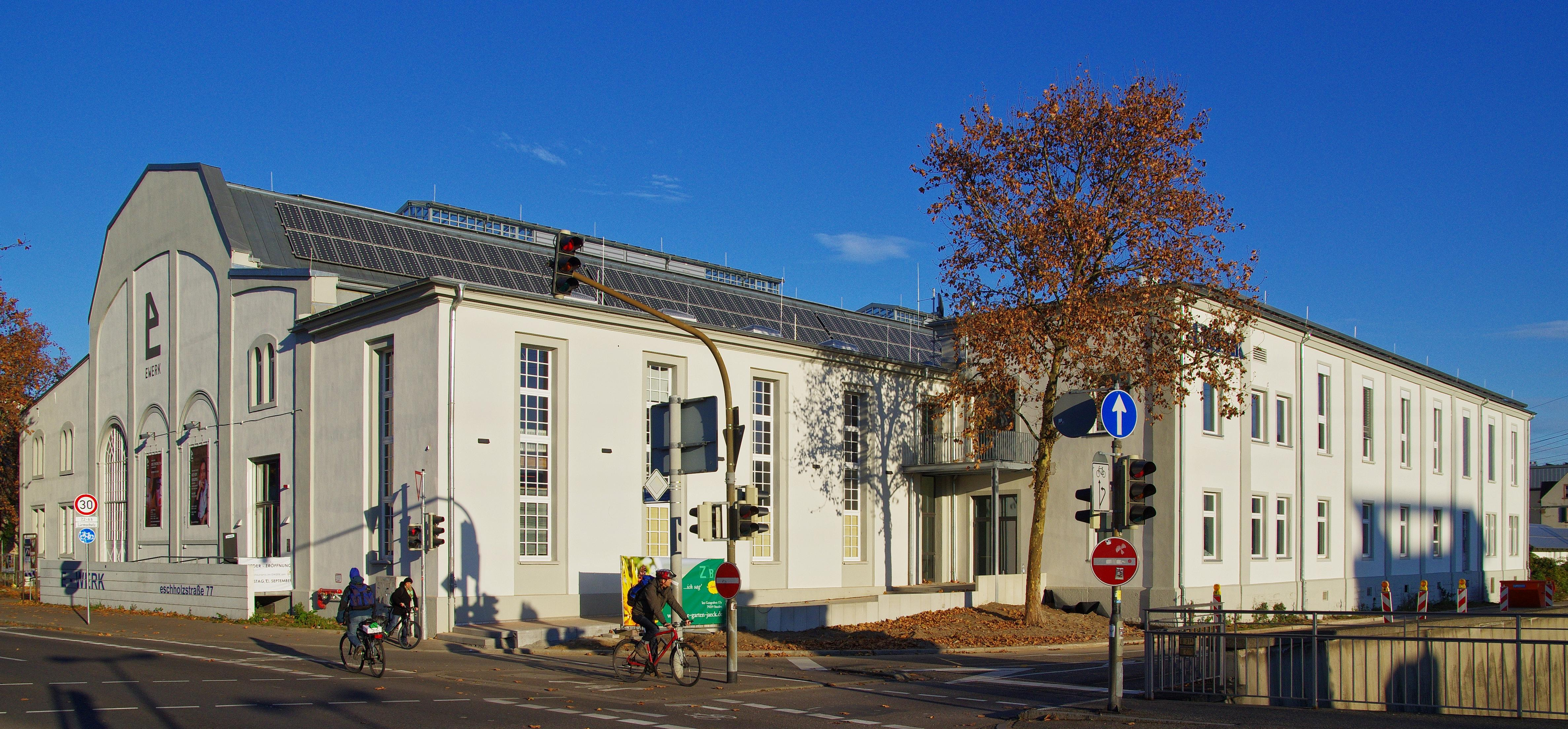
E-Werk Freiburg

Das E-Werk Freiburg befindet sich in einem denkmalgeschützten ehemaligen Elektrizitätswerk in Freiburg im Breisgau, das inzwischen Ausstellungen, Konzerte, Tanz und Theaterstücke freier Gruppen präsentiert.

## Geschichte
Das Gebäude wurde ursprünglich als Elektrizitätswerk im typischen Industrie-Stil um 1900 erbaut, mit großen Rundbögen, kräftigen Pfeilern und Fensterfronten in Reihen. 1989 erfolgte die Umwidmung zum Kulturhaus und Künstler besetzten die ehemaligen Betriebsräume. So legten sie den Grundstein für das E-Werk, das heute eine bedeutende Kulturinstitution in Freiburg ist.

Der Verein E-Werk Freiburg e. V. ist Träger des Kulturzentrums und bietet ein vielfältiges Kulturprogramm in den Bereichen Tanz, Theater, Musik und Bildende Kunst, mit Schwerpunkten auf kultureller Bildung und interkultureller Arbeit. Der Verein zählt heute 120 Mitglieder und verantwortet das gesamte Kulturzentrum.

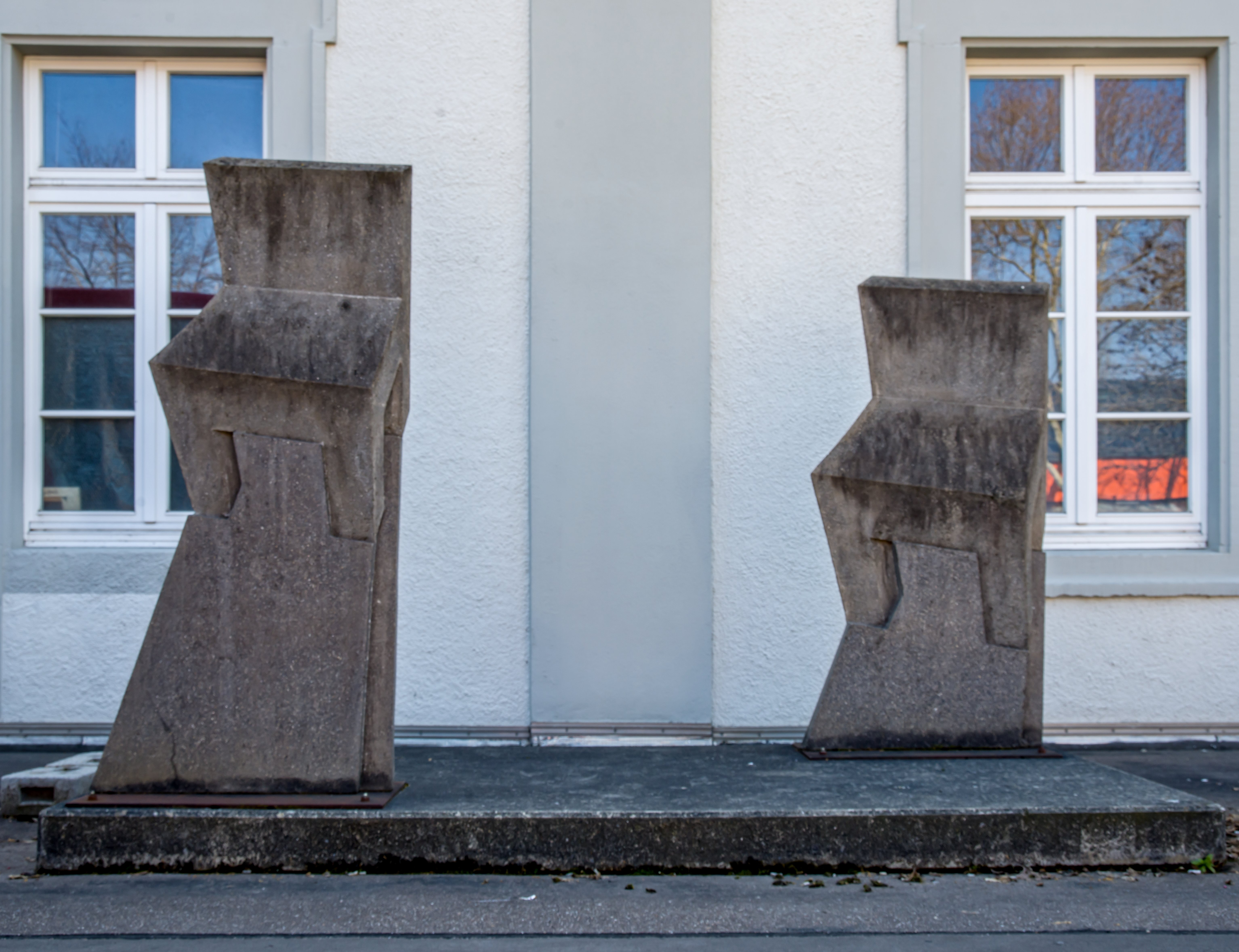
Skulptur von Matthias Dämpfle am E-Werk Freiburg

Das E-Werk fördert die freie Theaterszene in Freiburg, präsentiert Rock- und Pop-Konzerte sowie Klassik-, Jazz- und Neue-Musik-Events. Höhepunkte sind das alle zwei Jahre stattfindende Freiburg Festival und das jährliche Freiburger Jazzfestival im September. Zudem zeigt das E-Werk regelmäßig Kunstausstellungen in der Galerie für Gegenwartskunst. Im Gebäude arbeiten 30 bildende Künstler, die Freiburger Schauspielschule, die Tanzschule „bewegungs-art“ und das Musiktheater „Die Schönen“ sind ebenfalls ansässig. Im Gebäude befindet sich ein Restaurant. Das Kulturprogramm wird durch die Stadt Freiburg und das Land Baden-Württemberg unterstützt.

### Leitung
- Jürgen Eick (2015–2024)[7]
- Laurence Nagel und Manuela Kowatsch (seit 2024)[8]

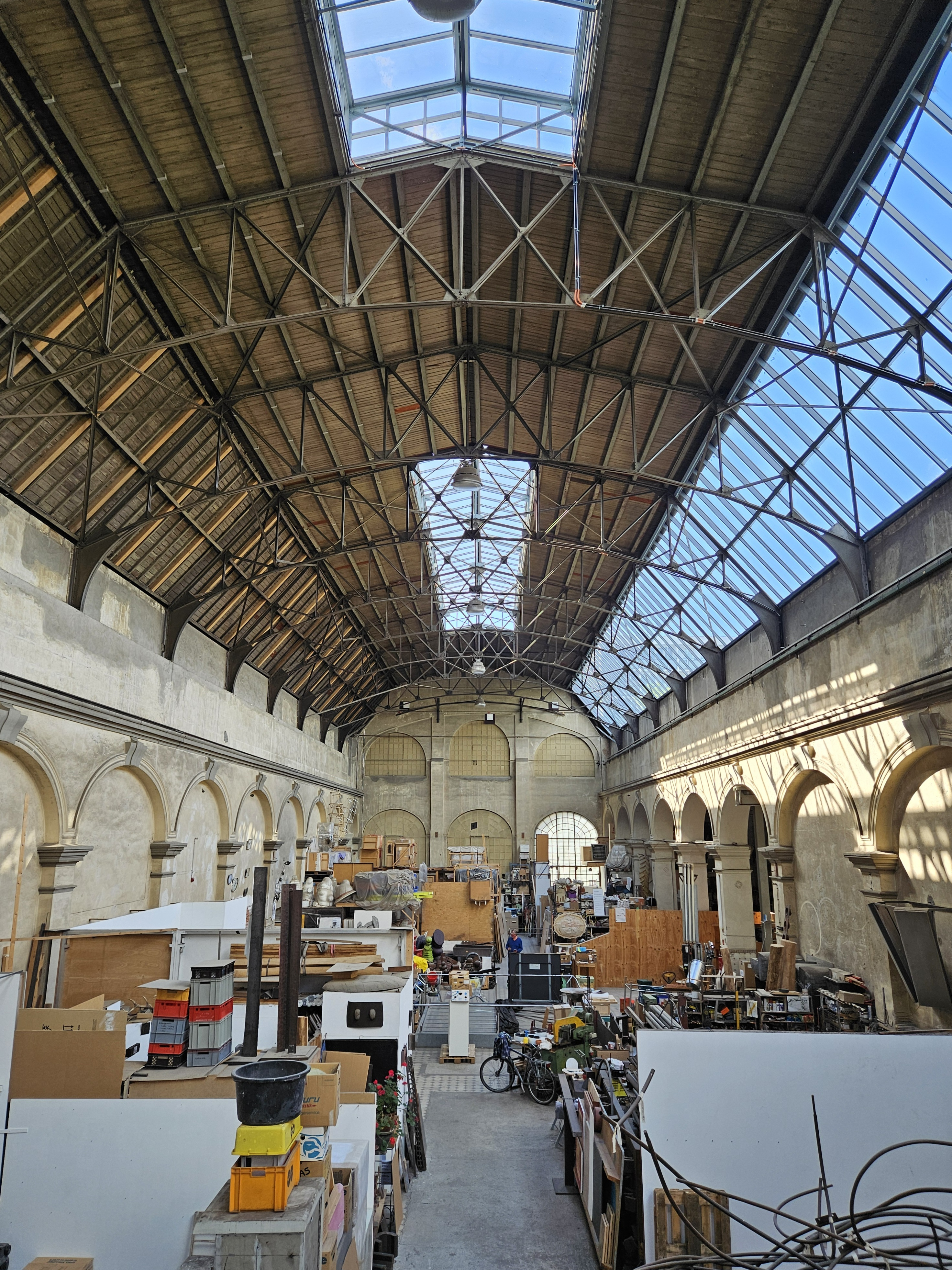
Bildhauerhalle im E-Werk Freiburg, ehemals Turbinenhalle

## Bildhauerhalle
In der ehemaligen Turbinenhalle des Elektrizitätswerks befindet sich heute die Bildhauerhalle mit dem Atelierhaus. Dieses umfasst 30 bildende Künstler verschiedener Disziplinen. Der zentrale Raum ist die Bildhauerhalle, die 12 offene Arbeitsplätze bietet. Zusätzlich gibt es 15 Einzelateliers sowie 3 temporär vermietbare Projekträume. Das Kabuff ist ein Gastatelier für erweiterte künstlerische Produktions- und Präsentationsformen und wird über ein Stipendium vergeben. Bekannte Künstler, die ihr Atelier im E-Werk haben, sind Reiner Seliger, Unen Enkh und Hans-Günther van Look.

## Galerie für Gegenwartskunst
Die Galerie für Gegenwartskunst zeigt Ausstellungen und Projekte zeitgenössischer Künstler, sowohl international als auch aus der Region. Das Programm fokussiert sich auf Multimediakunst- und digitale Formate. Durch das Engagement für die Einbindung des Publikums und die Förderung sozialer sowie gemeinschaftsbasierter Praktiken ermöglicht die Galerie eine kritische Auseinandersetzung mit aktuellen globalen Themen, der künstlerischen Neuverhandlung von Geschichten und Identitäten sowie der Stärkung des Wohlergehens unseres Planeten. Sie dient als Plattform für den Austausch von Wissen, Gespräche, Performances, Ausstellungen, Publikationen und Interventionen im öffentlichen Raum.
Von 2011 bis 2014 leitete Heike Piehler die Galerie für Gegenwartskunst. Seit 2015 ist Heidi Brunnschweiler Kuratorin und Abteilungsleiterin für Bildende Kunst.

### Ausstellungen
- 2015: Bahia Shehab, A 1000 Times No
- 2015: Florian Schmidt und Jananne Al-Ani, In-Dis-Appearance
- 2016: Ways of Looking, Rahmen und Rahmungen zwischen Digital und Analog mit Sam Smith, Anna K.E., Jacob Ott
- 2016: Komplexe Systeme mit Jorinde Voigt und Gabriela Löffel
- 2016: Performing Grounds mit Dora Garcia, Leonor Serrano Rivas, Samuel Leuenberger
- 2016: Regionale 16
- 2017: Vorübergehende Behausungen
- 2017: Patterns of Influence / Parallelaktion
- 2017: Van Look Preis 2017: Zora Kreuzer
- 2017: The Weight of History: Zeitgenössische Kunst aus Russland 100 Jahre nach der Oktoberrevolution mit Mari Bastashevski, Chto Delat?, Arseny Zhilyaev und Ilya Kabakov & Emilia Kabakov sowie Anton Vidokle, Rahul Jain
- 2017: Regionale 18
- 2018: Nachtstücke: Von Verdrängtem, der Nacht und der Farbe Schwarz mit Nadia Lichtig, Jaki Irvine, Theo Eshetu, Elisabeth Bereznicki
- 2018: In a World of Endless Rainfall: Natur als Choreografie des Werdens mit Ika Huber, Johannes Willi & Daniel Lara, Lucia Schmuck, Pauline v. Angerer, Sylvia Schedelbauer, Tino Sehgal
- 2018: Material Gestures: Material und Materialität in der Gegenwartskunst mit Liesl Raff, Carla Lavin, William Cobbing, Stephan Hasslinger
- 2018: Regionale 19
- 2019: Schwarze Frauen, Kunst und Widerstand, Changes in Direction mit Natasha A. Kelly, Naomi Beukes-Meyer, Laura Horelli
- 2019: Im Zeitalter der Selbstoptimierung, Héloïse Delègue: Spooning Sucks, Hanako Geierhos: Spirit Bodies
- 2019: Hun Kyu Kim, Big Picture: Another Universe from the Past, Sven Johne: Lieber Wladimir Putin
- 2019: Regionale 20
- 2020: Reiner Seliger, Up + Down
- 2020: Briefe aus Sibirien
- 2020: Fluid Bodies mit Nicole Bachmann, Natascha Schmitten, Denise Blickhan, JJ Levine, Jake Elwes
- 2021: Regionale 21
- 2021: Kunst im Setzkasten
- 2021: Notstrom Festival 2021, Get Used to It
- 2021: Urban Ecologies: Vikenti Komitski, Anthroposinic und Patrick Goddard, Die Biester
- 2022: Regionale 22
- 2022: Marc Lee, Loss of Diversity
- 2022: Cäcilia Brown, Landstreicherinnen
- 2022: Radical Encounters, Perspektiven des Afropäischen mit John Akomfrah, Mohamed Bourouissa, Johny Pitts, Jasmine Tutum
- 2022: Susanne Kühn, Proliferation – Vasa, Auginella & Other Sprouts
- 2022: Regionale 23
- 2023: Maeve Brennan, Horses and Angels
- 2023: Carina Emery, Spindle Still
- 2023: Van Look Preis 2023: Vika Prokopaviciute
- 2023: Highlights aus der Sammlung Jakob mit Neckar Doll, Evgenij Gottfried, Constantin Hartenstein, Thomas Liu Le Lann, Gabriella Torres-Ferrer, Karla Zipfel
- 2023: Tom Bull, Under Cover of Darkness
- 2024: Homeland in Transit, Artists from Hong Kong, Taipei and the Diaspora mit Oscar Chan Yik Long, Isaac Chong Wai, Leung Chi Wo, Hedy Leung, Anson Mak, Musquiqui Chihying, Winnie Soon, Angela Su
- 2024: Regionale 24
- 2024: Steph Huang, The Water that Bears the Boat
- 2024: Solmaz Daryani & Sabina Shikhlinskaya
- 2024: Thomas Liu Le Lann, Entertain
- 2024: Jaime Welsh, The Inheritors
- 2025: Regionale 25
- 2025: Damien Juillard, Liminal Tears
- 2025: Ceidra Moon Murphy, Groundwork

## Südufer
Seit Herbst 2015 ist der E-Werk Freiburg e. V. auch der Träger der Spielstätte Sudufer. Das Südufer | Tanz – Theater – Performance, ist ein Spielort der Freien Szene Freiburg und bietet, unabhängig von der Form, professionellen Freiburger Künstlern und Kollektiven Raum, sich temporär auszuprobieren, zu experimentieren, einen Stil zu erforschen und sich zu erproben. Neben Künstler-Residenzen, der Umsetzung des „TanzPakts“ und künstlerischer Forschung bietet das Südufer eine Plattform für Produktionen, Workshops, als Probenraum und für den JugendKunstParkour. Das Südufer soll unter der Leitung des E-Werk Freiburg einen offenen Prozess des Forschens und künstlerischen Austauschs anregen.